# Гаджимагомедов, Расул Абдулаевич
Расул Абдулаевич Гаджимагомедов (12 марта 1996) — российский спортсмен, специализируется по ушу и по рукопашному бою. Многократный чемпион России по ушу. Мастер спорта России по рукопашному бою (2016) и по ушу (2025).

## Спортивная карьера
В ноябре 2014 года в Майкопе выиграл первенство России. В 2015 году в Китае выиграл Первенство мира по ушу. 6 апреля 2016 года ему было присвоено звание мастер спорта России по рукопашному бою. В апреле 2018 года в Москве выиграл чемпионат России. В марте 2023 года в Москве, победив в финале Тарлана Сардарова из Дагестана, одержал победу на чемпионате России. В апреле 2024 года в Москве, победив в финале Далгата Гусейнова из Дагестана, стал чемпионом России в весовой категории до 75 кг. В начале февраля 2025 года в Каспийске выиграл чемпионат Дагестана. 7 марта 2025 года ему было присвоено звание мастер спорта России по ушу. В апреле 2025 года в Москве вновь стал чемпионом России.

## Спортивные достижения
- Первенство России по ушу среди юниоров 2014 — ;
- Чемпионат России по ушу 2018 — ;
- Чемпионат России по ушу 2023 — ;
- Чемпионат России по ушу 2024 — ;
- Чемпионат России по ушу 2025 — ;